# Saminu Abdullahi
Saminu Kwari Abdullahi (ur. 3 stycznia 2001 w Dżosie) – nigeryjski piłkarz występujący na pozycji defensywnego pomocnika, od 2025 roku zawodnik meksykańskiego Juárez.